# 路易斯·乌拉西亚
路易斯·乌拉西亚（西班牙語：Luis Ulacia，1963年9月24日—），古巴男子棒球运动员。他曾代表古巴国家队参加1992年、1996年和2000年夏季奥林匹克运动会棒球比赛，获得二枚金牌和一枚银牌。